# Ferdinand André Fouqué
Ferdinand André Fouqué (Montain, 21 de juny de 1828 - París, 7 de març de 1904) va ser un geòleg i petròleg francès.

## Biografia
Als vint-i-un anys va ingressar a l'École Normale Supérieure de París després d'estar a l'Escola d'Administració, i del 1853 al 1858 va ocupar el càrrec de guardià de les col·leccions científiques. El 1877 esdevingué professor d'història natural a la càtedra de geologia del Collège de France, a París, succeint a Charles Sainte-Claire Deville. El 1881 Fouqué va ser elegit membre de l'Acadèmia de Ciències.

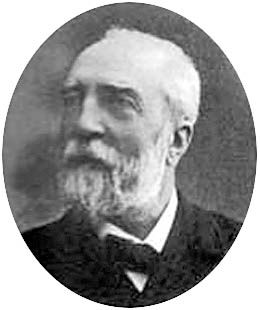
Fouqué vers el 1880.

Com a geòleg estratigràfic, va prestar molta ajuda a l'Estudi Geològic de França, però amb el pas del temps va dedicar una atenció especial a l'estudi dels fenòmens volcànics i terratrèmols, a minerals i roques, i fou el primer a introduir mètodes petrogràfics moderns a França. També va treballar en l'anàlisi de gasos volcànics, utilitzant els mètodes de Robert Bunsen, sobretot a l'illa de Santorí (Grècia). Un dels seus estudiants destacats va ser Alfred Lacroix, el qual es va casar amb la filla de Fouqué.
Sobre els seus estudis sobre les roques eruptives de Còrsega, Santorí i altres llocs, mereixen una menció especial les seves investigacions sobre la reproducció artificial de les roques eruptives i el seu tractat sobre els caràcters òptics dels feldespats. Tot i així és més conegut pel treball conjunt que va desenvolupar amb el seu amic Auguste Michel-Lévy.
Les seves principals publicacions van ser: Santorin et ses éruptions (1879), Minéralogie micrographique: roches éruptives françaises (1879) i Synthèse des minéraux et des roches (1882), aquestes dues darreres obres escrites en col·laboració amb Auguste Michel-Lévy. El 1885 va editar l'informe de la comissió francesa que va investigar el terratrèmol andalús del 25 de desembre de 1884.

Fouqué també destaca per les seves excavacions arqueològiques a l'illa de Santorí. Jane Ellen Harrison el va definir així en un article publicat el 1901ː
... Deu anys abans de Schliemann, el 1862, durant les excavacions geològiques, en aquell sorprenent producte volcànic, l’illa de Santorí (Thera), M. Fouqué havia fet sortir a la llum tota una civilització enterrada sota una capa de pedra tosca, a causa d'una erupció que se suposa que va passar cap al 2000 aC. Va trobar parets recobertes d’estuc i pintades amb ratlles i decoracions florals, ceràmica feta a mà i feta amb torn; en resum, les relíquies d’una civilització que ara hauríem d’anomenar micènica.
A Reunió, illa volcànica dels territoris d'ultramar francesos, es va batejar Enclos Fouqué a la caldera volcànica més recent formada en el volcà actiu Piton de la Fournaise.

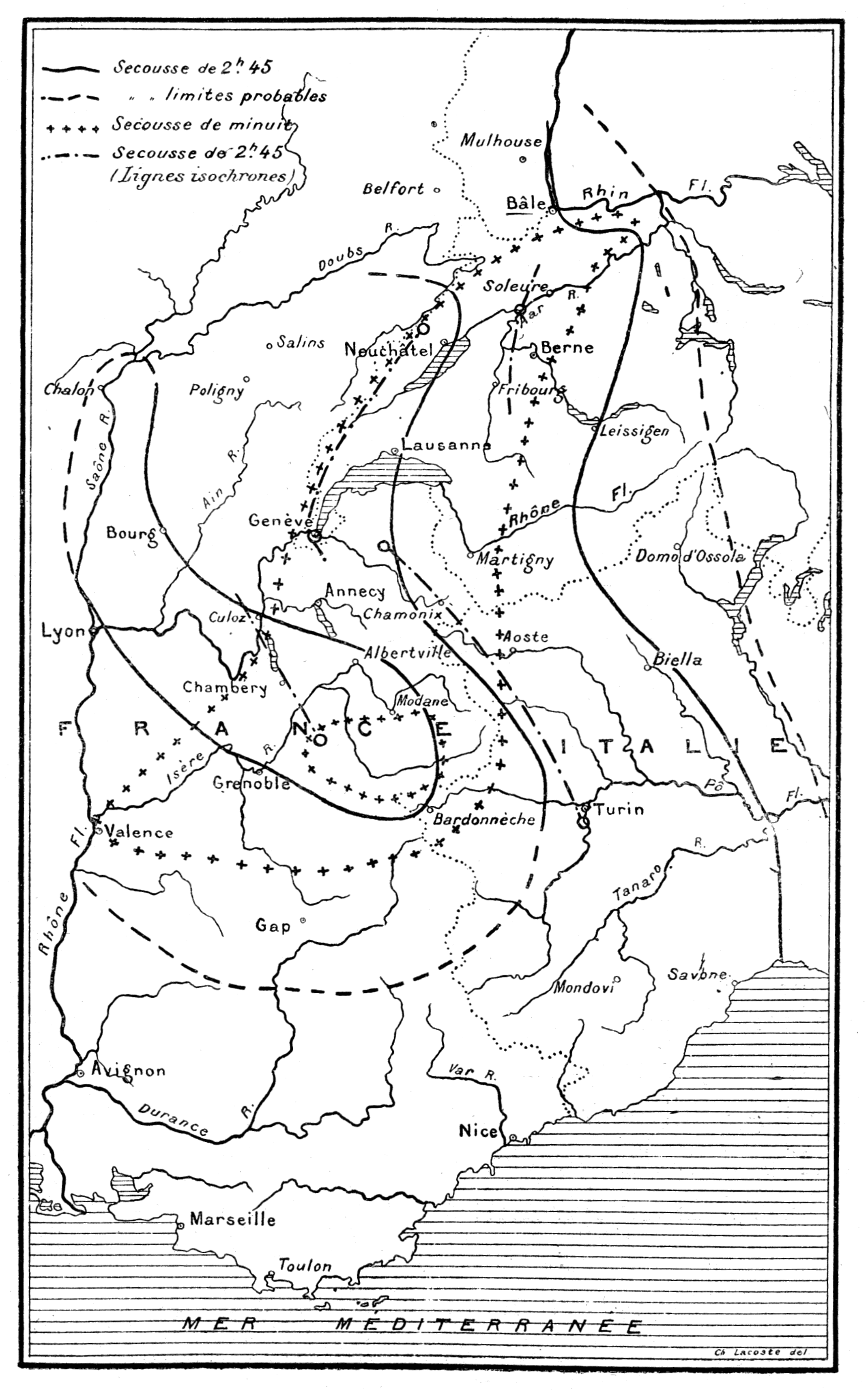
Figura 2 del llibre Les Tremblements de terre de Fouqué.

## Publicacions
- Recherches sur les phénomènes chimiques qui se produisent dans les volcans (1866)
- Rapport sur les phénomeńes chimiques de l'éruption de l'Etna en 1865 (1866)
- Les anciens volcans de la Grèce (1867)

- Santorin et ses éruptions (1879)
- Minéralogie micrographique: roches éruptives françaises (1879)[2]
- Synthèse des minéraux et des roches (1882)
- Les tremblements de terre (1889)
- Contribution à l'étude des feldspaths des roches volcaniques (1894)